# Guzmania wittmackii

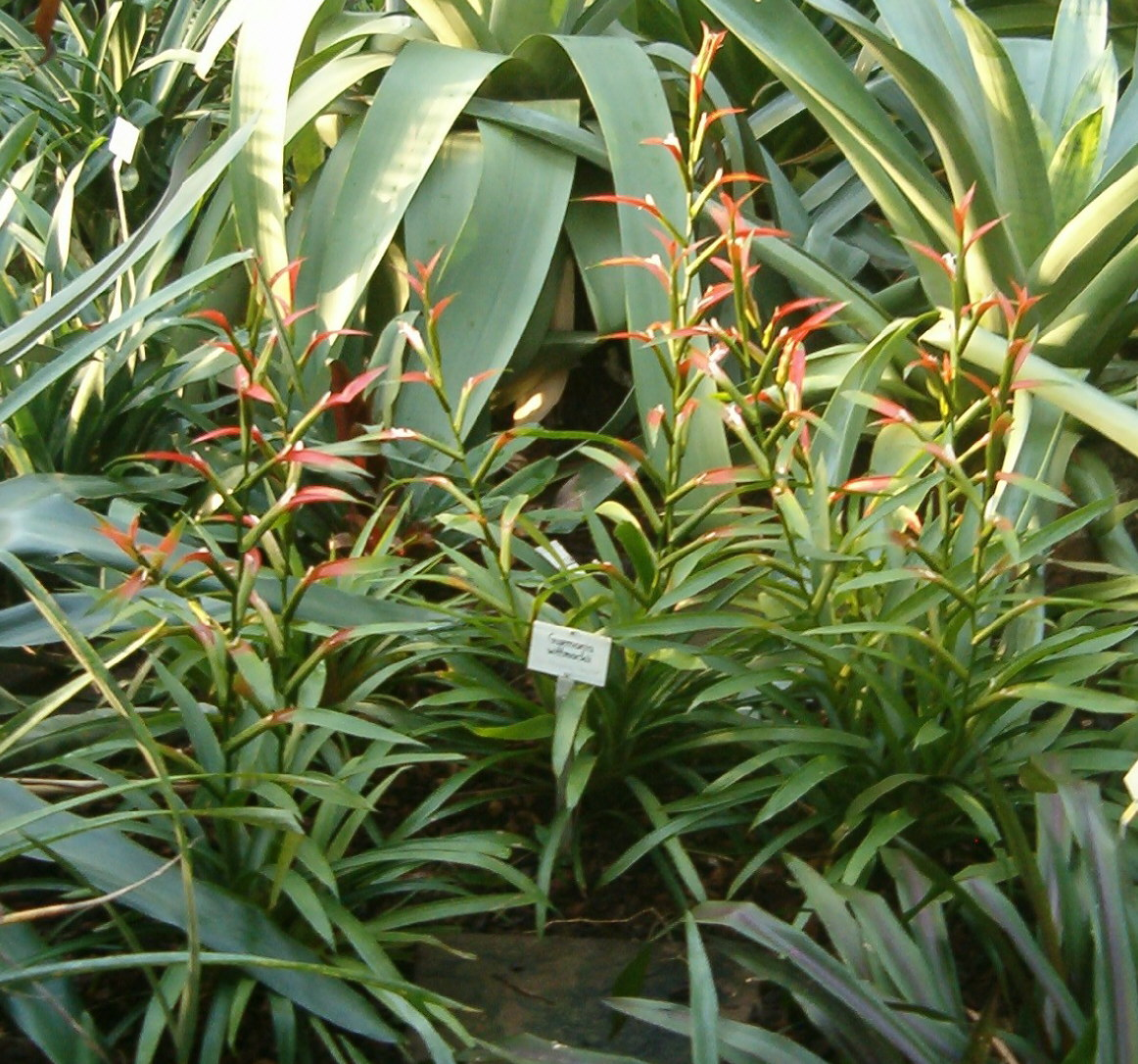
Ejemplares en el Jardín Botánico de Berlín.

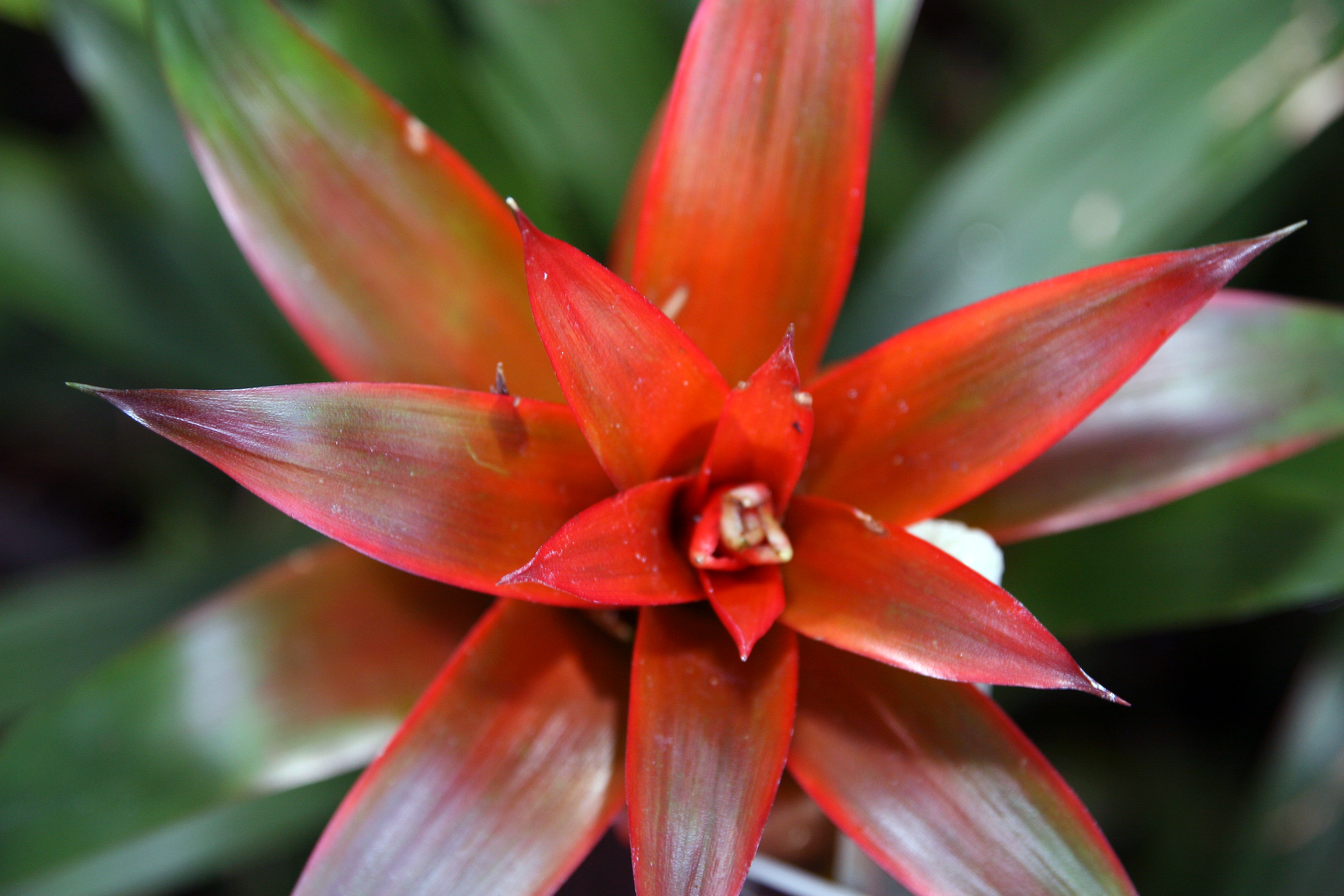
Guzmania 'Orangeade'

Guzmania wittmackii es una planta de la familia Bromeliaceae, nativa de Colombia y Ecuador, crece desde el nivel del mar hasta los 2000 m de altitud. Es ampliamente cultivada como ornamental en otros lugares.

## Descripción
Es una bromelia epífita herbácea y perenne relativamente grande, con una larga  espiga floral de unos 80-100 cm y prominentes brácteas, las cuales permanecen en color durante unos cuatro meses, y recubren flores blancas con pétalos de unos 9 cm de largo. Las hojas son un color verde oscuro brillante, de hasta 60-80 cm de largo y 2-3 cm de ancho, por su forma de roseta forman una gran cuenco en la base, el cual es capaz de almacenar agua de lluvia. Todo esto soportado por un tallo acaulescente corto y robusto. 
Es una planta monocárpica (que lleva flores o frutos solo una vez durante su existencia), en cultivo florece entre invierno y primavera, generalmente alcanza el tamaño de la floración entre tres a cuatro años para luego desvanecerse en un período de un año.

## Cuidados y cultivo
Es bastante variable a lo largo de su área de distribución y se ha utilizado para la reproducción como principal parental para muchas de las coloridas guzmanias ampliamente utilizadas en paisajes interiores y jardines tropicales de sombra. Los cultivares producen flores en una variedad de brácteas de diferentes colores, como amarillo, naranja, rojo, púrpura, violeta, malva y lavanda.
Cultivo y propagaciónTiene gran valor ornamental, tanto por el follaje como por la forma y color de las brácteas. Al ser nativa de las selvas tropicales, las temperaturas frescas de la tarde con días cálidos y alta humedad describen sus mejores condiciones de crecimiento, sin embargo, también se adapta bien como planta de interior.
SustratoEn su ambiente natural crece como epífita o litófita, por lo que requiere un sustrato bien drenado, aireado, poroso que retenga la humedad y que sea rico en materia orgánica, pero los mejores resultados se obtienen cuando se cultiva entre rocas o ramas con algo de musgo, corteza triturada o fibra de helecho. Necesita muy poco espacio en las raíces, por lo que no hace falta una maceta demasiado grande, la pudrición de las raíces puede ser un problema si el suelo es demasiado compacto. Las macetas pequeñas pueden inducir floraciones en plantas maduras.
ExposiciónCrece bien con luz filtrada tanto en interiores como en exteriores, en el jardín, prefiere áreas en semi sombra y crece mejor donde recibe sol de la mañana o cambia de sombra a lo largo del día. También se adapta a la sombra profunda y a las habitaciones interiores con poca luz, sobreviviendo bien con iluminación artificial. La luz ténue a menudo intensifica los colores de las brácteas.
RiegoDisfruta de la humedad constante de la lluvia y el rocío. En climas secos y calurosos, la humedad se puede aumentar con nebulizaciones con agua blanda a temperatura ambiente, en verano se puede dejar algo de agua destilada en el cuenco de la roseta, renovándola con frecuencia para evitar las larvas de mosquito, mientras que en invierno es mejor no añadir agua, evitando así la posible podredumbre.
AbonadoAunque no es muy exigente, puede aplicar un abono líquido disuelto cada mes aproximadamente durante la temporada de crecimiento y una solución suave de fertilizante foliar a intervalos de tres meses para las plantas de jardín y de maceta. Aplique fertilizante a las hojas, raíces y cuenco.
ResistenciaPrefiere ambientes libre de heladas, con un rango de temperatura entre 15 y 20-24 °C, si es más baja, el follaje puede sufrir quemaduras.
Plagas y enfermedadesEs susceptible a escamas, áfidos y mosquitos que a veces se reproducen en el agua encharcada entre las hojas.
MantenimientoRemueva las hojas viejas de la base de la planta y las espigas de las flores secas. Retire la corona de la planta anterior cuando empiece a desvanecerse.

## Cultivares
Orangeade, híbrido de G. wittmackii y G. lingulata.

## Galería

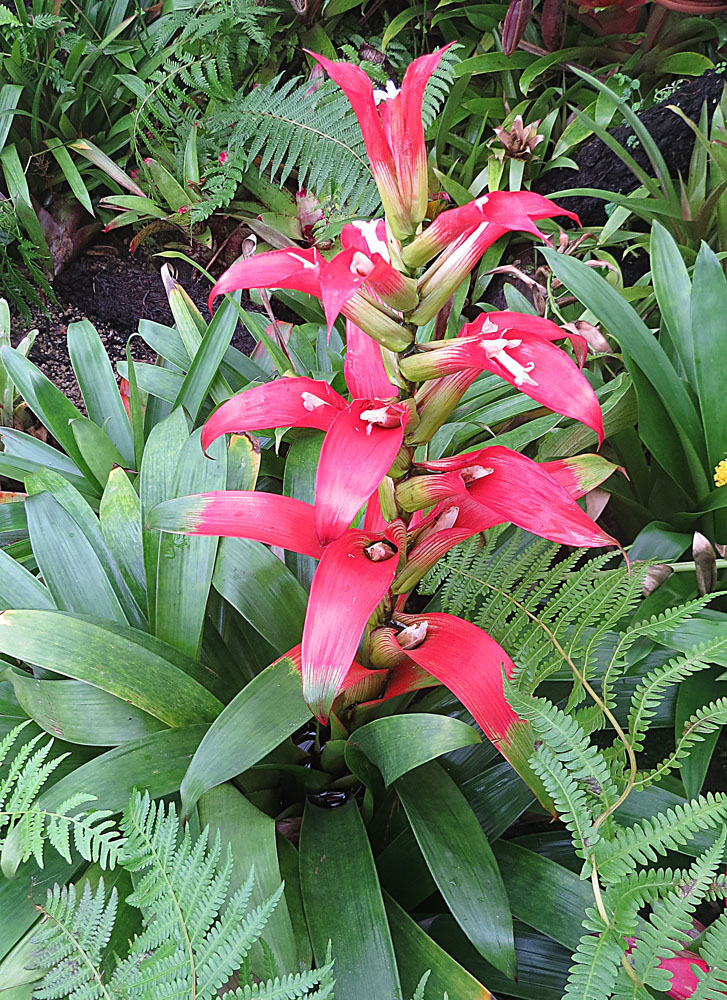
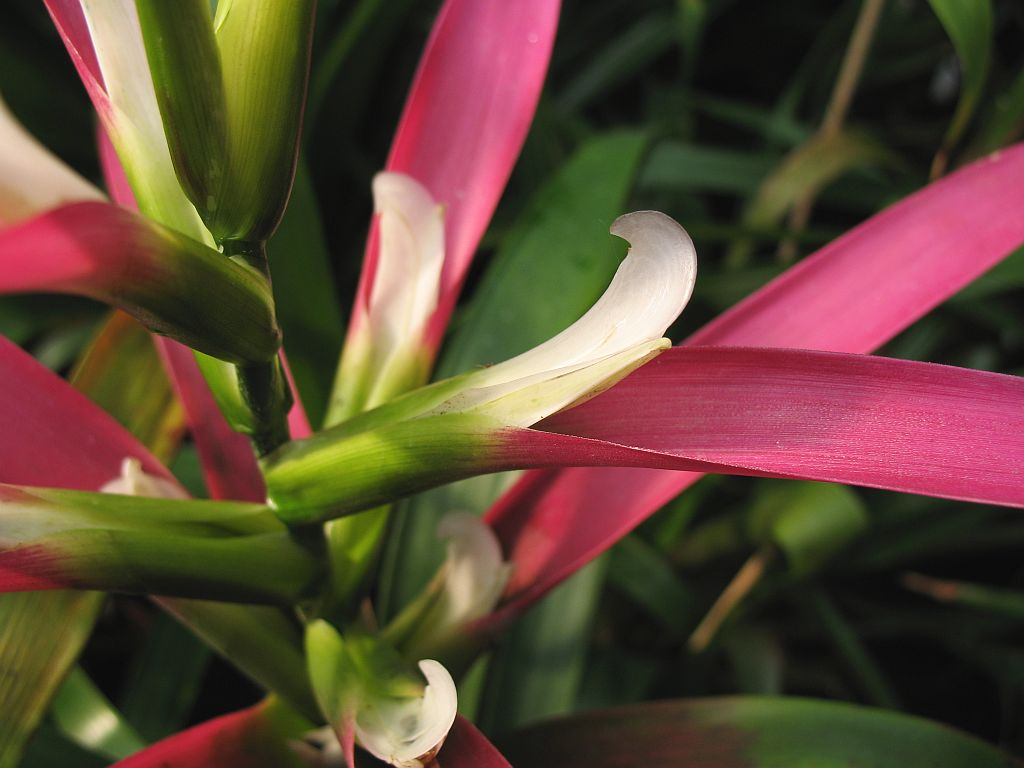
Inflorescencias en detalle
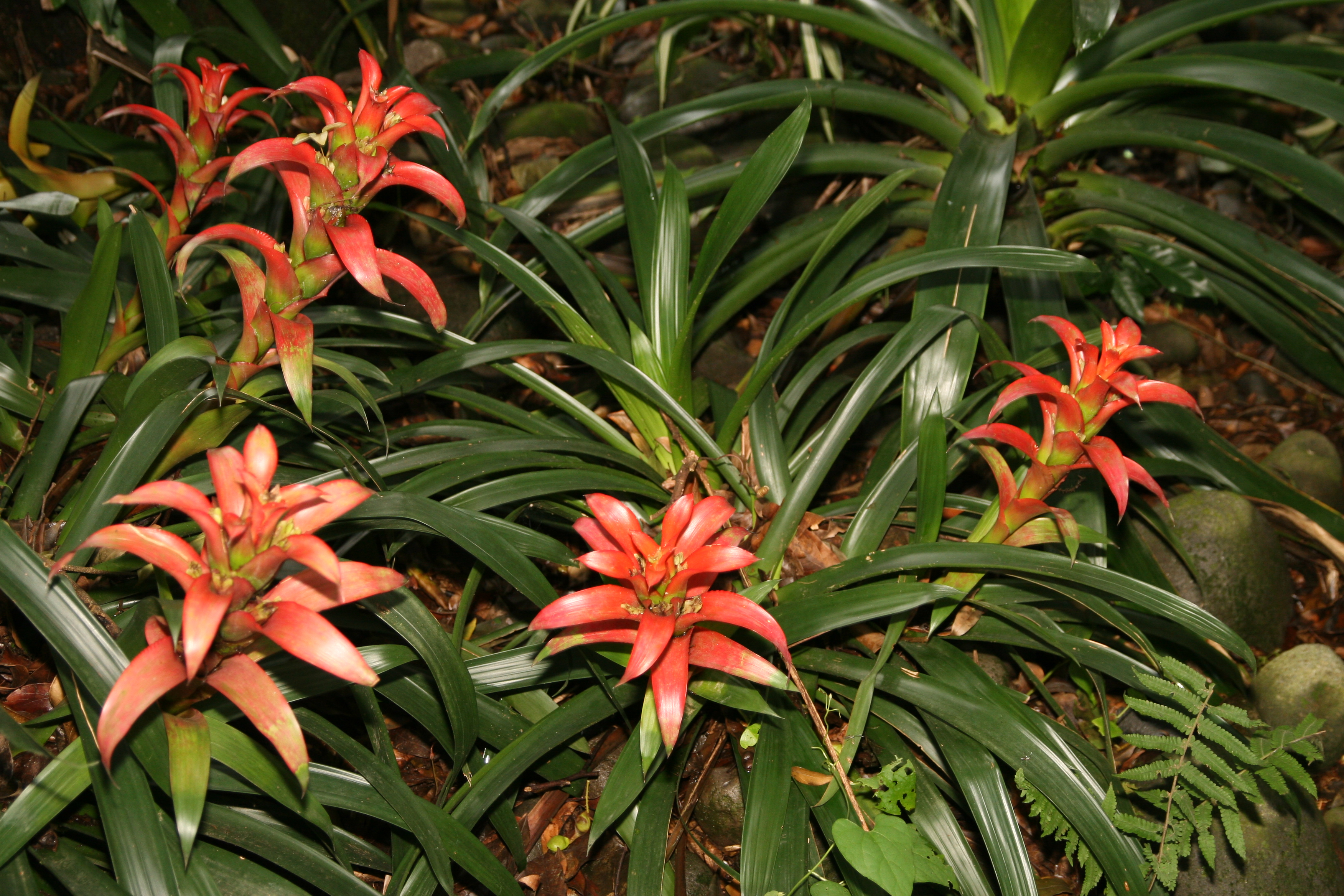
Brácteas rojas
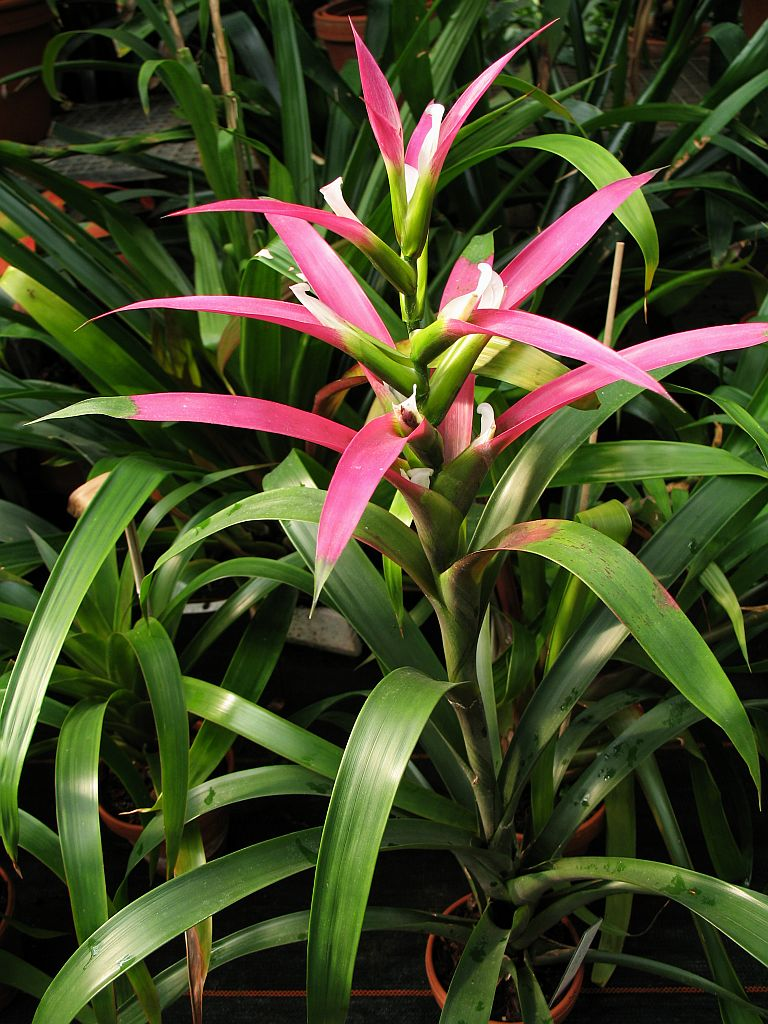